# Кізлик Олександр Данилович
Олекса́ндр Дани́лович Кі́злик (7 квітня 1910, Біла Тернопільського району — 2007) — український бібліограф.

## Життєпис
Закінчив 1935 року Львівський університет за спеціальністю класична філологія; вчителював у Львові.
Учасник Другої світової війни, в 1944–1945 воював на І і II Українських фронтах.
З 1946 викладає латинську мову в Львівському державному університеті ім. І. Франка, 1947 — працює бібліотекарем у відділі опрацювання, 1953 — тимчасово виконуючим обов'язки завідувача відділу спецфондів, старшим бібліотекарем в картосховищі. З 1956 по 1995 рік — головний бібліотекар Львівського університету.
Брав участь у створенні більшості бібліографічних краєзнавчих покажчиків, виданих у Львові.
Серед його покажчиків:
- Кізлик О. Д., Луцик Ф. Я.: «І. С. Свєнціцький. Короткий бібліографічний покажчик.»— Київ, 1956,
- «Матеріали до бібліографії історії Комуністичної партії Західної України: Бібліографічний покажчик», також укладачі В. Л. Вулах, М. С. Жарінов, О. П. Кущ, Р. Я. Луцик, Володимир Володимирович Машотас, редактор Б. К. Дудикевич, 1958,
- «Т. Г. Шевченко. Бібліографія літератури про життя і творчість (1839–1959). том 2. 1917–1959», укладачі Іван Захарович Бойко, Г. М. Гімельфарб, О. Д. Кізлик, відповідальний редактор Євген Прохорович Кирилюк, Київ, видавництво АН УРСР, 1963,
- «Тимофій Бордуляк. 1863–1936. До 100-річчя з дня народження: бібліографічна пам'ятка», співукладач Єфрем Єфремович Кравченко, Львів, видавництво Львівської наукової бібліотеки ім. В.Стефаника, 1963,
- «І. П. Крип'якевич: бібліографічний покажчик» — Львів, 1966, відповідальний редактор М. К. Івасюта,
- «Вікна 1927–1932: систематичний покажчик змісту», відповідальний редактор М. П. Гуменюк, 1966,
- «Друг. 1874–1877: систематичний покажчик змісту журналу», вступне слово — М. П. Гуменюк, Львівська державна наукова бібліотека Міністерства культури УРСР, 1967,
- «Праці наукових співробітників Інституту суспільних наук АН УРСР 1951–1969 рр.: бібліографічний покажчик» — Львів, 1970, співукладачі — В. О. Гавриленко, С. П. Мовчан,
- «Вплив Великої Жовтневої Соціалістичної революції на розвиток революційно-визвольного руху на західноукраїнських землях: Бібліографічний покажчик», співукладач Н. Г. Теребейчик, відповідальний редактор Ю. Ю. Сливка, 1977,
- «Йосип Олексійович Дзендзелівський. Бібліографічний покажчик.», Львів, 1981,
- «Григорій Антонович Нудьга: бібліографічний покажчик — до 75-річчя від дня народження» — співукладачі М. А. Вальо, М. В. Лізанець, 1987,
- «„Зоря“ 1880–1897 рр.: систематичний покажчик змісту журналу», Львів 1988,
- «Іншомовні джерела до історії міст і сіл України: покажчик літератури», Львів, 1967, відповідадьний редактор Є. М. Іванців, 1995.